# كلب الآجام
كلب الآجام (S. venaticus) هو أحد الكلبيات الذي ينتشر في أمريكا الوسطى والجنوبية. يعتبر نادرا لانخفاض أعداده مقارنة بالمساحة الشاسعة التي ينتشر فيها. يعتبر من بين الحيوانات المهددة بالانقراض. يمثل النوع جنسا بحد ذاته يسمى Speothos.

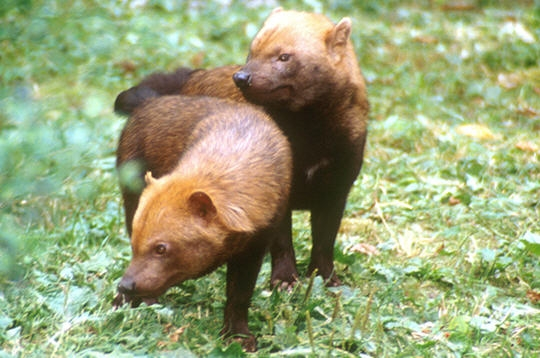

## الوصف
يصل طوله إلى ما بين 30 و 60 سنتمترا ويزن ما بين 5 و 7 كيلوغرامات. لديه فرو أحمر نسبيا والذيل قصير وبني، ذو رأس مربع عكس الكلبيات الأخرى وله أذنان صغيرتان وأرجل قصيرة. لديه غشاء بين الأصابع يساعده في السباحة. تتألف المجموعة من عشرة أفراد، الحمل يستمر نحو 67 يوماً وتلد الأنثى ما بين 4 و 6 جراء غالبا ما يكون ذلك في وكر، تنضج في سن 5 أشهر، أما النضج الجنسي فيكون في سن 12 شهرا. العمر المتوقع هو 10سنوات. ويتغذى بشكل رئيسي على القوارض الكبيرة مثل الآغوطي والكابيبارا، ولكن أيضا يأكل الطيور، والبرمائيات والزواحف الصغيرة.

## التصنيف
وصفت لأول مرة 1842 في الحفريات التي عثر عليها في كهف في البرازيل. لم تكتشف حية إلا في وقت لاحق. بعض القبائل الهندية في البرازيل دجن كحيوانات أليفة. يوجد ثلات نوعيات وهي :
- Speothos venaticus panamensis
- Speothos venaticus wingei
- Speothos venaticus venaticus